# Volleyball World Beach Pro Tour Elite16 Gstaad
El Volleyball World Beach Pro Tour Gstaad es un torneo oficial de vóley playa que se disputa anualmente en Gstaad (Suiza). Es un campeonato de categoría Elite16 que forma parte del VW Beach Pro Tour. Su nombre comercial es Swatch Beach Pro Gstaad, por motivos de patrocinio, y se disputa en las instalaciones situadas en Eisbahn Gstaad donde también se disputa el Torneo de Gstaad de tenis.

## Historia

### El germen del torneo
La idea de organizar un torneo de voley playa en la montaña en los años 90 era un poco descabellada. Por aquel entonces, el vóley playa era todavía una disciplina relativamente desconocida en Suiza. Los hermanos Laciga y el equipo Heuscher-Kobel, que más tarde se harían famosos internacionalmente, estaban empezando sus carreras. Era la época en que se empezaban a construir pistas permanentes de vóley playa en instalaciones deportivas cercanas a los centros urbanos.
En las montañas, sin embargo, los deportes de arena eran todo menos conocidos. No obstante, la idea arraigó en la mente de algunos habitantes de Gstaad y, sin más dilación, se fundó la Asociación de Voley Playa de Gstaad. También se fijó la fecha del primer torneo. Tendría lugar del 20 al 23 de julio de 1995. Roland Hofmann informó sobre los detalles del acontecimiento previsto en una entrevista concedida al «Anzeiger von Saanen» el 23 de septiembre de 1994. Un primer intento que fracasó por falta de fondos y recursos aunque surgió el germen del prestigioso torneo que conocemos hoy en día.

### El inicio del Open
Debido a que las mismas personas que lo intentaron desde el principio, no se rindieron tan rápidamente y siguieron creyendo en los deportes de playa en la montaña, el 23 de septiembre de 1999, Ruedi Kunz invitó a todos a una reunión para iniciar un segundo intento. En esta reunión se ultimó todo, porque después de eso, las cosas fueron viento en popa.
El 1 de noviembre de 1999 se fundó el Sport Events Gstaad GmbH que quería utilizar por segunda vez la infraestructura del histórico torneo de tenis de Gstaad para organizar un torneo de voley playa de primera categoría, idea en la que aún tendrían que superar algunos obstáculos para realizarla a pleno rendimiento. No obstante, con la confirmación de su compromiso en forma de torneo de la Federación Internacional de Voleibol (FIVB) permitió inscribir al torneo en el calendario para el año 2000. Sin embargo, los contratos con el ayuntamiento, las cadenas de televisión y los diversos patrocinadores no pudieron cerrarse en tan poco tiempo, por lo que Ruedi Kunz vendió rápidamente su empresa de informática para asegurarse de que el segundo intento tendría parte de la financiación.
El siguiente paso fue ponerse en contacto con patrocinadores interesantes. El expediente aterrizó en la mesa adecuada de SUVA: Mägi Schläfli. Gracias a ella, la playa ha podido contar con SUVA como socio fiable desde el primer evento. Lo primero fue reservar una dirección de Internet, alquilar un apartado de correos y abrir la oficina. Era finales de febrero del 2000 y aún faltaban exactamente cuatro meses para que se celebrara en Gstaad el primer torneo de voley playa. Como el voleibol formaba parte de la campaña de prevención «Dänk a Glänk», Suva aceptó apoyar el acontecimiento. Aunque con una condición, que la campaña prevista pudiera lanzarse en la playa y también durante el posterior torneo de tenis. Fue en esta primera edición cuando se empezó a apostar por los codiciados cencerros, que se han convertido en un elemento indispensable de la gira y en un digno sustituto de los trofeos habituales. Todo el comité organizador, los ayudantes, los socios y la comunidad se mostraron exultantes y orgullosos del primer torneo, organizado con mucha pasión.

## Resultados

### Cuadro masculino
| Año                          | Campeón                                                   | Finalista                                                 | Resultado                                                 |
| ---------------------------- | --------------------------------------------------------- | --------------------------------------------------------- | --------------------------------------------------------- |
| World Tour - Open            |                                                           |                                                           |                                                           |
| 2001                         | Stein Metzger Kevin Wong                                  | Martin Laciga Paul Laciga                                 |                                                           |
| 2002                         | Mariano Baracetti Martín Conde                            | Márcio Araújo Benjamín Insfran                            |                                                           |
| 2003                         | Márcio Araújo Benjamín Insfran                            | Markus Dieckmann Jonas Reckermann                         |                                                           |
| 2004                         | Patrick Heuscher Stefan Kobel                             | Markus Dieckmann Jonas Reckermann                         |                                                           |
| 2005                         | Emanuel Rego Ricardo Santos                               | Benjamín Insfran Harley Marques                           |                                                           |
| World Tour - Grand Slam      |                                                           |                                                           |                                                           |
| 2006                         | Emanuel Rego Ricardo Santos                               | Márcio Araújo Fábio Luiz Magalhães                        | 2-0 (21-17, 21-19)                                        |
| 2007                         | Se disputó ese año como el Mundial de Vóley Playa de 2007 | Se disputó ese año como el Mundial de Vóley Playa de 2007 | Se disputó ese año como el Mundial de Vóley Playa de 2007 |
| 2008                         | Harley Marques Pedro Solberg                              | Reinder Nummerdor Richard Schuil                          | 2-1 (21-16, 24-22, 15-13)                                 |
| 2009                         | Julius Brink Jonas Reckermann                             | Emanuel Rego Ricardo Santos                               | 2-1 (21-15, 17-21, 15-11)                                 |
| 2010                         | Phil Dalhausser Todd Rogers                               | David Klemperer Eric Koreng                               | 2-0 (21-18, 21-13)                                        |
| 2011                         | Alison Cerutti Emanuel Rego                               | Phil Dalhausser Todd Rogers                               | 2-0 (22-20, 21-19)                                        |
| 2012                         | Jake Gibb Sean Rosenthal                                  | Alison Cerutti Emanuel Rego                               | 2-0 (21-17, 21-17)                                        |
| 2013                         | Álvaro Filho Ricardo Santos                               | Bruno Schmidt Pedro Solberg                               | 2-0 (21-16, 21-18)                                        |
| 2014                         | Phil Dalhausser Sean Rosenthal                            | Alison Cerutti Bruno Schmidt                              | 2-0 (21-17, 21-17)                                        |
| World Tour - Major           |                                                           |                                                           |                                                           |
| 2015                         | Alison Cerutti Bruno Schmidt                              | Aleksandrs Samoilovs Jānis Šmēdiņš                        | 2-1 (21-16, 13-21, 15-10)                                 |
| 2016                         | Evandro Gonçalves Pedro Solberg                           | Phil Dalhausser Nick Lucena                               | 2-0 (24-22, 21-16)                                        |
| 2017                         | Phil Dalhausser Nick Lucena                               | Piotr Kantor Bartosz Łosiak                               | 2-0 (21-18, 21-19)                                        |
| 2018                         | Anders Mol Christian Sørum                                | Adrián Gavira Pablo Herrera                               | 2-0 (21-18, 21-12)                                        |
| 2019                         | Anders Mol Christian Sørum                                | Alexander Brouwer Robert Meeuwsen                         | 2-0 (21-17, 21-15)                                        |
| 2020                         | Sin disputarse por Covid-19                               | Sin disputarse por Covid-19                               | Sin disputarse por Covid-19                               |
| 2021                         | Stefan Boermans Yorick de Groot                           | Ahmed Tijan Cherif Younousse                              | 2-1 (23-21, 19-21, 15-10)                                 |
| VW Beach Pro Tour - Elite 16 |                                                           |                                                           |                                                           |
| 2022                         | Esteban Grimalt Marco Grimalt                             | Ondřej Perušič David Schweiner                            | 2-0 (21-19, 22-20)                                        |
| 2023                         | Andy Benesh Miles Partain                                 | Anders Mol Christian Sørum                                | 2-1 (15-21, 21-11, 18-16)                                 |
| 2024                         | David Åhman Jonatan Hellvig                               | André Loyola George Wanderley                             | 2-0 (21-18, 21-18)                                        |
| 2025                         | Ahmed Tijan Cherif Younousse                              | Jacob Hölting] Elmer Andersson                            | 2-0 (21-19, 22-20)                                        |

### Cuadro femenino
| Año                          | Campeona                                                  | Finalista                                                 | Resultado                                                 |
| ---------------------------- | --------------------------------------------------------- | --------------------------------------------------------- | --------------------------------------------------------- |
| World Tour - Open            |                                                           |                                                           |                                                           |
| 2000                         | Shelda Bedê Adriana Behar                                 | Misty May-Treanor Holly McPeak                            |                                                           |
| 2001                         | Shelda Bedê Adriana Behar                                 | Barbra Fontana Elaine Youngs                              |                                                           |
| 2002                         | Misty May-Treanor Kerri Walsh Jennings                    | Shelda Bedê Adriana Behar                                 |                                                           |
| 2003                         | Misty May-Treanor Kerri Walsh Jennings                    | Ana Paula Connelly Sandra Pires                           |                                                           |
| 2004                         | Misty May-Treanor Kerri Walsh Jennings                    | Shelda Bedê Adriana Behar                                 |                                                           |
| 2005                         | Juliana Felisberta Larissa Maestrini                      | Jia Tian Fei Wang                                         |                                                           |
| World Tour - Grand Slam      |                                                           |                                                           |                                                           |
| 2006                         | Misty May-Treanor Kerri Walsh Jennings                    | Juliana Felisberta Larissa Maestrini                      | 2-0 (21-17, 21-17)                                        |
| 2007                         | Se disputó ese año como el Mundial de Vóley Playa de 2007 | Se disputó ese año como el Mundial de Vóley Playa de 2007 | Se disputó ese año como el Mundial de Vóley Playa de 2007 |
| 2008                         | Shelda Bedê Ana Paula Connelly                            | Jia Tian Jie Wang                                         | 2-0 (21-15, 21-15)                                        |
| 2009                         | Maria Antonelli Talita Antunes                            | Juliana Felisberta Larissa Maestrini                      | 2-1 (21-17, 16-21, 15-12)                                 |
| 2010                         | Juliana Felisberta Larissa Maestrini                      | Laura Ludwig Sara Niedrig                                 | 2-0 (21-17, 24-22)                                        |
| 2011                         | Juliana Felisberta Larissa Maestrini                      | Chen Xue Xi Zhang                                         | 2-0 (21-15, 21-13)                                        |
| 2012                         | Misty May-Treanor Kerri Walsh Jennings                    | Sanne Keizer Marleen van Iersel                           | 2-0 (21-10, 21-13)                                        |
| 2013                         | Chen Xue Xi Zhang                                         | Liliane Maestrini Bárbara Seixas                          | 2-0 (21-16, 21-14)                                        |
| 2014                         | Katrin Holtwick Ilka Semmler                              | Karla Borger Britta Büthe                                 | 2-0 (24-22, 21-16)                                        |
| World Tour - Major           |                                                           |                                                           |                                                           |
| 2015                         | Talita Antunes Larissa Maestrini                          | Fernanda Alves Taiana Lima                                | 2-0 (21-13, 21-17)                                        |
| 2016                         | Talita Antunes Larissa Maestrini                          | April Ross Kerri Walsh Jennings                           | 2-0 (21-18, 21-14)                                        |
| 2017                         | Chantal Laboureur Julia Sude                              | Talita Antunes Larissa Maestrini                          | 2-0 (21-18, 22-20)                                        |
| 2018                         | Melissa Humana-Paredes Sarah Pavan                        | Chantal Laboureur Julia Sude                              | 2-1 (21-17, 12-21, 17-15)                                 |
| 2019                         | Alix Klineman April Ross                                  | Maria Antonelli Carol Salgado                             | 2-1 (15-21, 21-17, 15-12)                                 |
| 2020                         | Sin disputarse por el Covid-19                            | Sin disputarse por el Covid-19                            | Sin disputarse por el Covid-19                            |
| 2021                         | Ágatha Bednarczuk Duda Lisboa                             | Rebecca Cavalcanti Ana Patricia Silva                     | 2-0 (23-21, 21-18)                                        |
| VW Beach Pro Tour - Elite 16 |                                                           |                                                           |                                                           |
| 2022                         | Duda Lisboa Ana Patricia Silva                            | Carol Salgado Bárbara Seixas                              | 2-1 (21-19, 20-22, 15-10)                                 |
| 2023                         | Duda Lisboa Ana Patricia Silva                            | Kelly Cheng Sara Hughes                                   | 2-0 (21-18, 21-18)                                        |
| 2024                         | Taryn Kloth Kristen Nuss                                  | Terese Cannon Megan Kraft                                 | 2-1 (19-21, 21-15, 15-11)                                 |
| 2025                         | Kristen Nuss Taryn Brasher                                | Tina Graudina Anastasija Samoilova                        | 2-1 (19-21, 21-15, 15-11)                                 |

## Ganadores múltiples

### Masculino
- 4 victorias:
  -  Phil Dalhausser: 2007, 2020, 2014, 2017

- 3 victorias:
  -  Ricardo Santos: 2005, 2006, 2013
  -  Emanuel Rego: 2005, 2006, 2011

- 2 victorias:
  -  Todd Rogers: 2007, 2010
  -  Sean Rosenthal: 2012, 2014
  -  Alison Cerutti: 2011, 2015
  -  Anders Mol: 2018, 2019
  -  Christian Sørum: 2018, 2019

### Femenino
- 5 victorias:
  -  Misty May-Treanor: 2002, 2003, 2004, 2006, 2012
  -  Kerri Walsh Jennings:2002, 2003, 2004, 2006, 2012
  -  Larissa Maestrini: 2005, 2010, 2011, 2015, 2016

- 3 victorias:
  -  Shelda Bedê: 2000, 2001, 2008
  -  Juliana Felisberta: 2005, 2010, 2011
  -  Talita Antunes: 2009, 2015, 2016
  -  Duda Lisboa: 2021, 2022, 2023

- 2 victorias:
  -  Adriana Behar: 2000, 2001
  -  Ana Patricia Silva: 2022, 2023
  -  Kristen Nuss: 2024, 2025